# Misterios gozosos
Los misterios gozosos son parte de la oración católica del Rosario, en concreto la primera de las cuatro series de cinco misterios, que tratan desde la Anunciación hasta la pérdida y hallazgo del Niño Jesús en el Templo.
Los misterios gozosos corresponden a los días lunes y sábado desde la reforma de Juan Pablo II. Previamente se les dedicaba los lunes y los jueves.

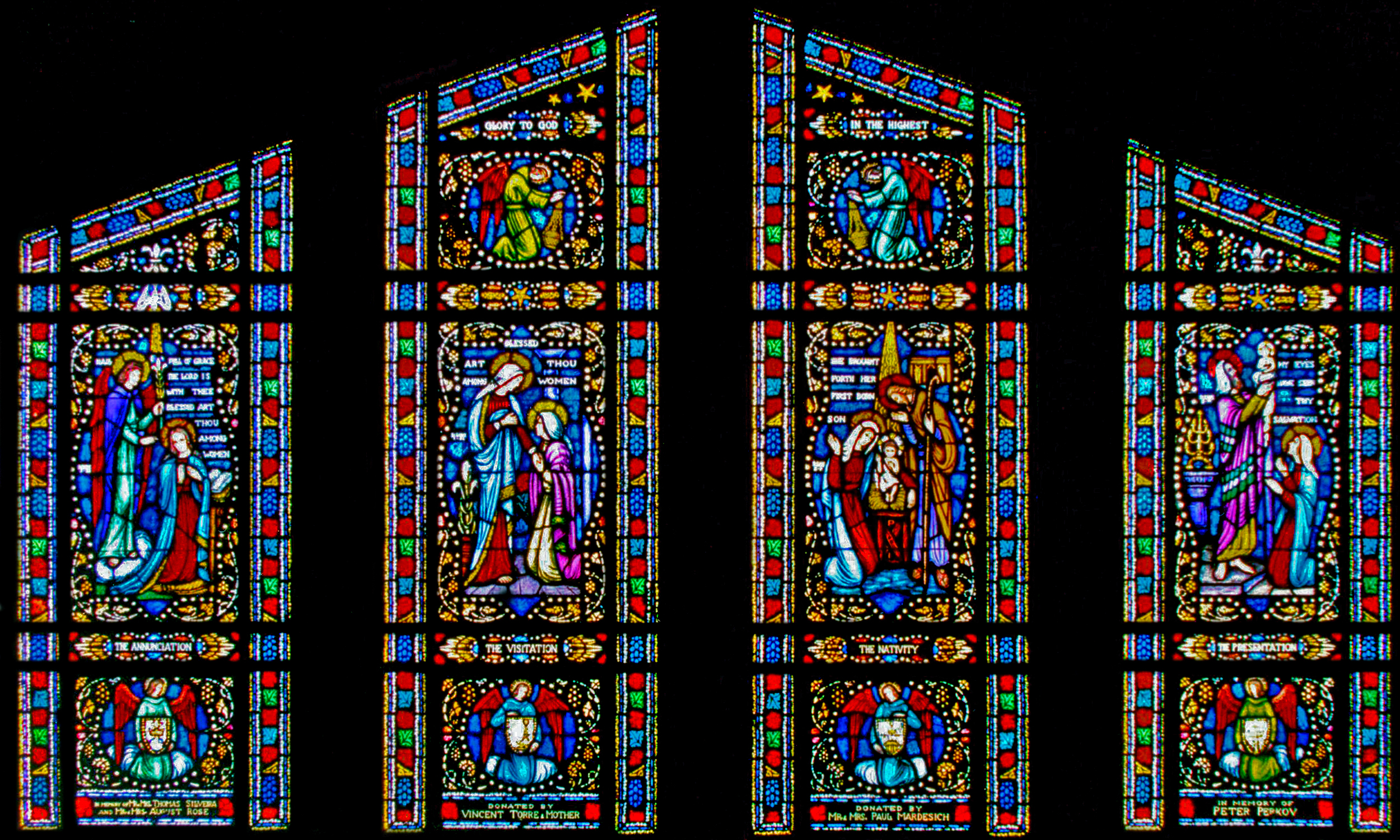
Vitral de los misterios gozosos en la Iglesia de San José de Cupertino en California.

## La Anunciación

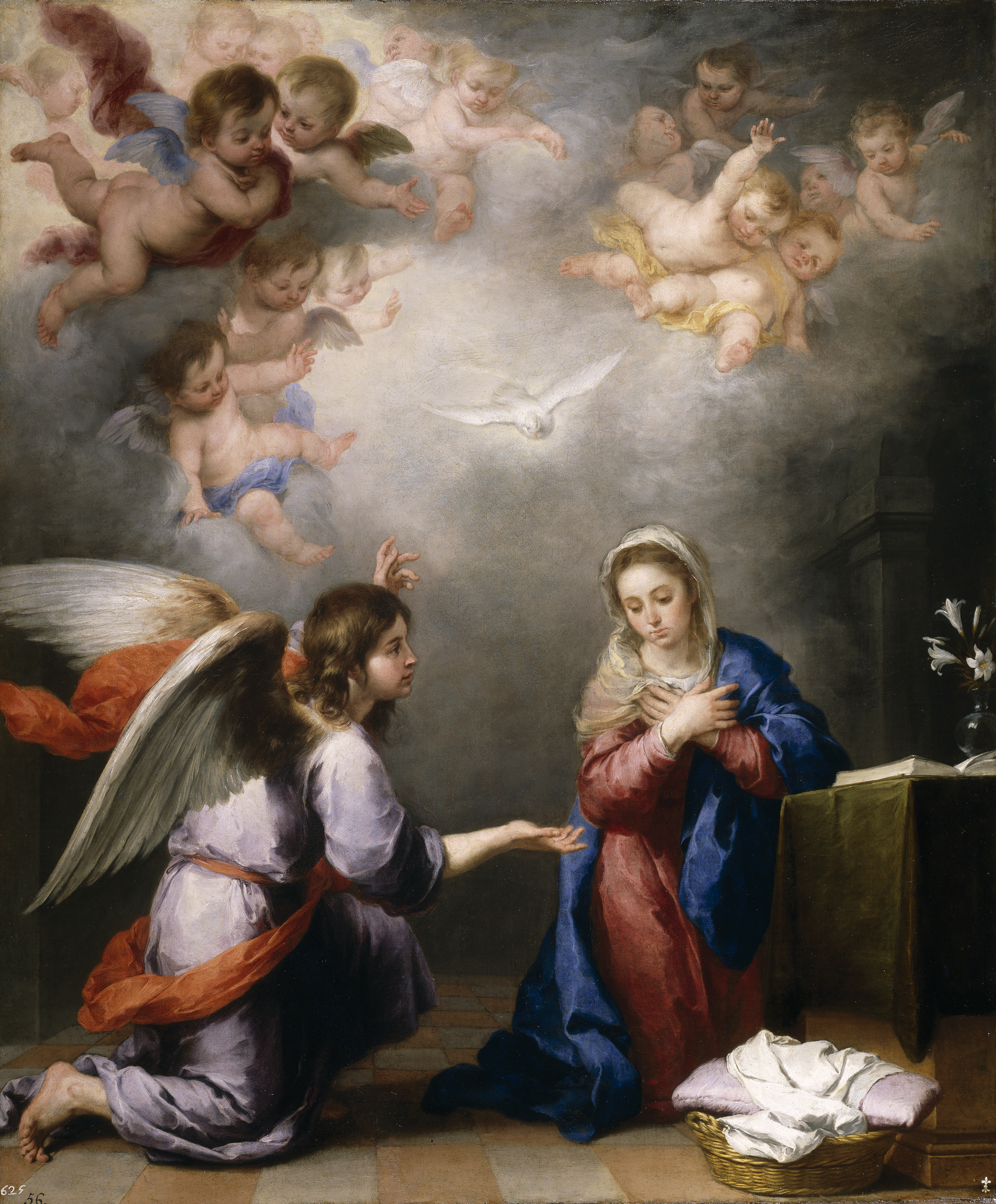
La Anunciación de Bartolomé Esteban Murillo.

La Anunciación a la Virgen María y la Encarnación del Verbo (Annuntiatio)

### En los Evangelios

#### Según Mateo
"El origen de Jesucristo fue de la siguiente manera. Su madre, María, estaba desposada con José; pero, antes de empezar a estar juntos, se encontró encinta por obra del Espíritu Santo."

#### Según Lucas
"Al sexto mes envió Dios el ángel Gabriel a un pueblo de Galilea, llamado Nazaret, a una virgen desposada con un hombre llamado José, de la casa de David. La virgen se llamaba María. Cuando entró, le dijo: «Alégrate, llena de gracia, el Señor está contigo.» Ella se conturbó por estas palabras y se preguntaba qué significaría aquel saludo. El ángel le dijo: «No temas, María, porque has hallado gracia delante de Dios; vas a concebir en tu seno y a dar a luz un hijo, a quien pondrás por nombre Jesús.  Él será grande, le llamarán Hijo del Altísimo y el Señor Dios le dará el trono de David, su padre; reinará sobre la casa de Jacob por los siglos y su reino no tendrá fin.» María respondió al ángel: « ¿Cómo será esto posible, si no conozco varón?» El ángel le respondió: «El Espíritu Santo vendrá sobre ti y el poder del Altísimo te cubrirá con su sombra; por eso, el que va a nacer será santo y le llamarán Hijo de Dios. Mira, también Isabel, tu pariente, ha concebido un hijo en su vejez y ya está en el sexto mes la que era considerada estéril, porque no hay nada imposible para Dios.» Dijo María: «He aquí la esclava del Señor; hágase en mí según tu palabra.» Y el ángel la dejó y se fue."

### En el Catecismo de la Iglesia Católica
"La anunciación de María inaugura la plenitud de "los tiempos" (Gál 4,4), es decir, el cumplimiento de las promesas y de los preparativos" (CIC, 484)

### Según los métodos montfortianos

#### Tercer método
"Te ofrecemos, Señor Jesús, esta primera decena en honor de tu Encarnación en el seno de María. Y te pedimos, por este misterio y por intercesión de Ella, una profunda humildad."
Dios te salve, María, llena eres de gracia, el señor es contigo, bendita tú eres entre todas las mujeres y bendito es el fruto de tu vientre, Jesús encarnado. Santa María, madre de Dios, ruega por nosotros pecadores ahora y en la hora de nuestra muerte.
"Gracias del misterio de la Encarnación, desciende a nuestras almas."

#### Cuarto método

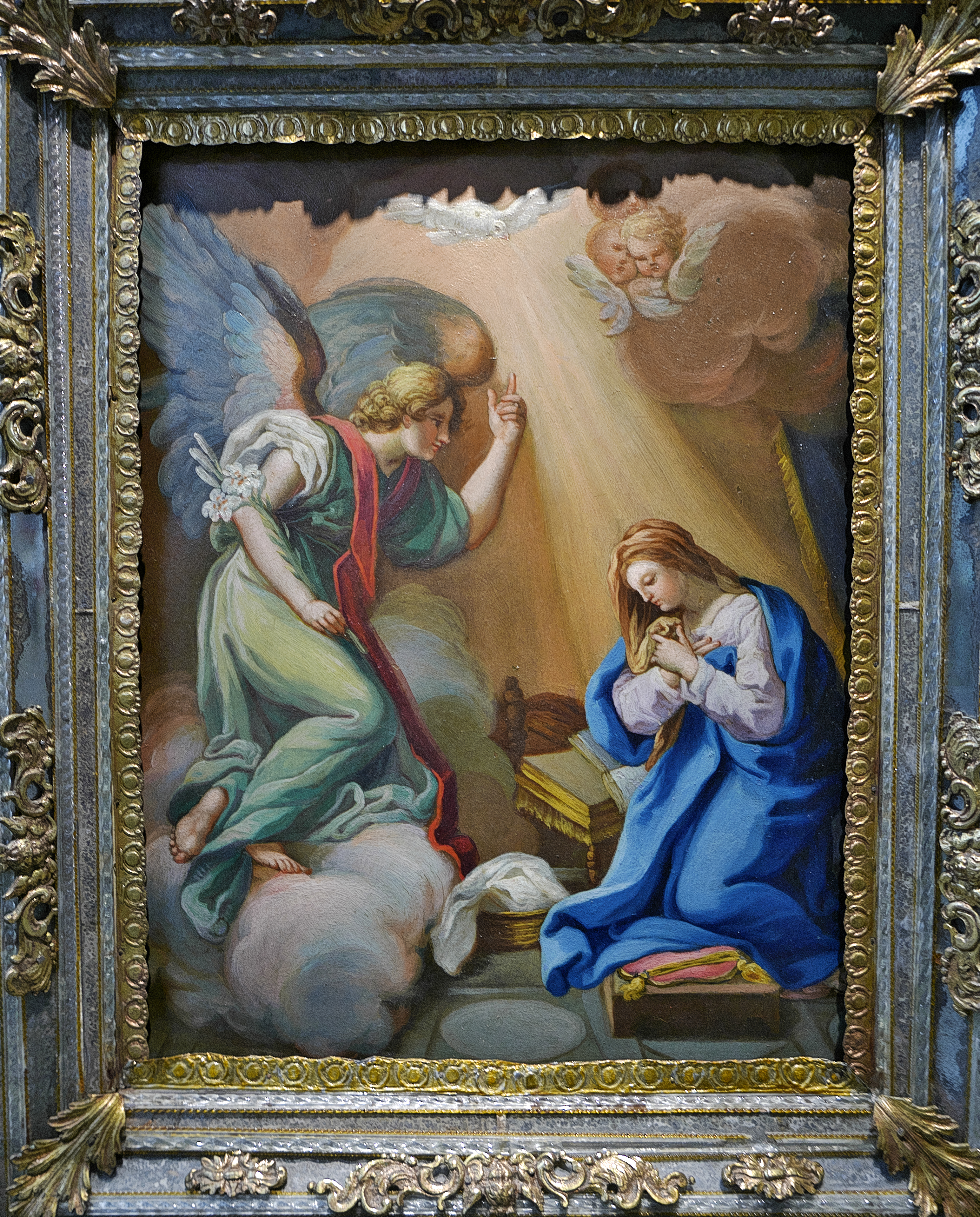
Anunciación, anónimo romano en Burgos.

- Padrenuestro: Caridad inmensa de Dios.
- 1a. Avemaría: Para deplorar el miserable estado de Adán desobediente; su justa condena y la de sus hijos.
- 2a. Avemaría: Para honrar los anhelos de los patriarcas y profetas que suspiran por el Mesías.
- 3a. Avemaría: Para honrar los anhelos y plegarias de la Santísima Virgen que apresuraron la venida del Mesías.
- 4a. Avemaría: Para honrar la caridad del Padre eterno que nos dio su propio Hijo.
- 5a. Avemaría: Para honrar el amor del Hijo que se inmoló por nosotros.
- 6a. Avemaría: Para honrar la embajada y saludo del Ángel Gabriel.
- 7a. Avemaría: Para honrar el temor virginal de María.
- 8a. Avemaría: Para honrar la fe y consentimiento de la Santísima Virgen.
- 9a. Avemaría: Para honrar la creación del alma y la formación del cuerpo de Jesucristo en el seno de María por el Espíritu Santo.
- 10a. Avemaría: Para honrar la adoración de los ángeles al Verbo encarnado en el seno de María.

#### Quinto método

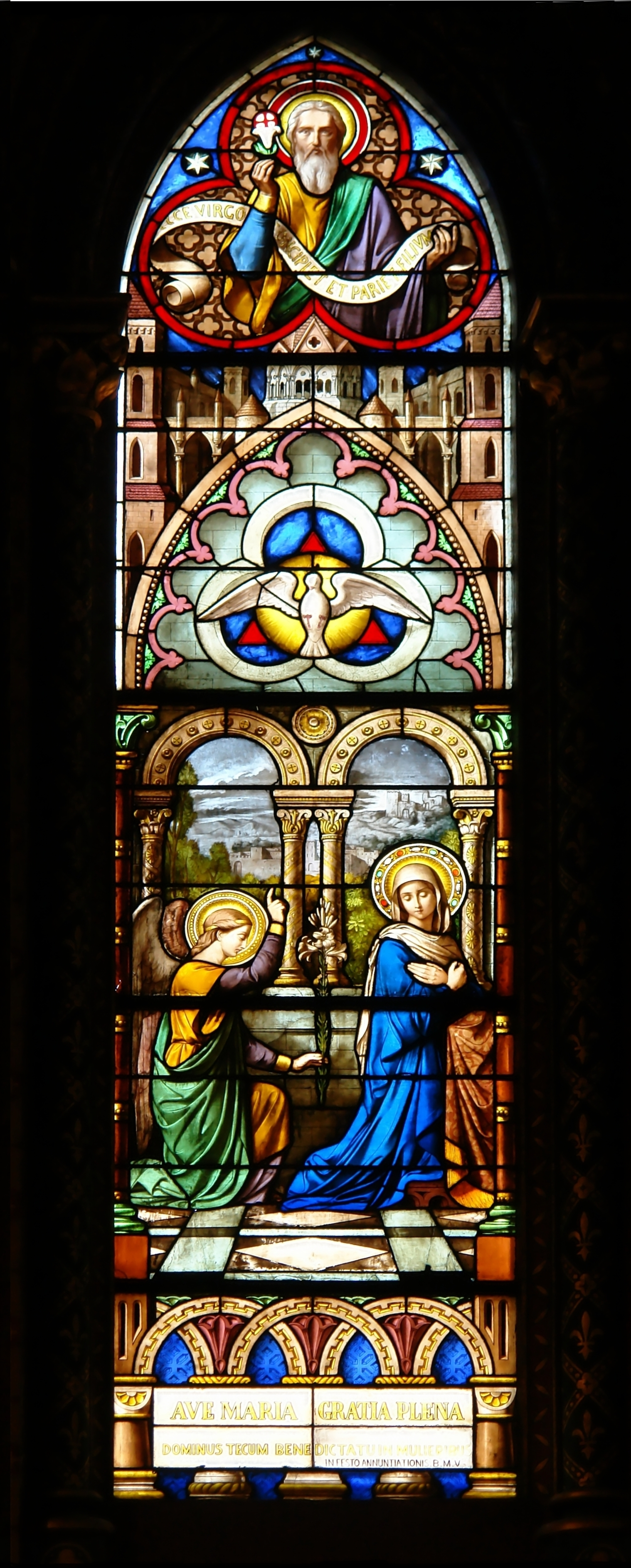
Vitral de la Anunciación en la basílica de Ginebra.

- Padrenuestro: La excelencia del Rosario se manifiesta en las figuras del Antiguo Testamento y en las parábolas del Nuevo.
- 1a. Avemaría: Su poder contra el mundo, en la figura de la piedrecita que sin intervención humana golpeó la estatua de Nabucodonosor y la despedazó.
- 2a. Avemaría: Su eficacia contra el demonio, en la figura de la honda con la que David venció a Goliat.
- 3a. Avemaría: Su fuerza contra toda clase de enemigos de la salvación, en la torre de David, donde había millares de armas ofensivas y defensivas.
- 4a. Avemaría: Sus prodigios prefigurados en la vara de Moisés que hizo brotar agua de la roca, dulcificó las aguas, dividió los mares e hizo muchos otros prodigios.
- 5a. Avemaría: Su santidad, en el arca de la alianza que contenía la ley, el maná y la vara, y en el salterio de David, prefiguración del Rosario.
- 6a Avemaría: Su fulgor, en la columna de fuego que durante la noche y en la nube brillante que durante el día conducían a los israelitas.
- 7a. Avemaría: Su dulzura, en la miel que encontraron en la boca del león.
- 8a. Avemaría: Su fecundidad, en la red que San Pedro echó al mar por orden del Señor y que no se rompió a pesar de haber recogido 153 peces.
- 9a. Avemaría: Sus frutos maravillosos, en la parábola del grano de mostaza, que, aunque pequeño en apariencia, se convierte en árbol en el que las aves del cielo colocan sus nidos.
- 10a. Avemaría: Sus riquezas, en las parábolas del tesoro escondido en el campo y que un hombre sabio debe comprar con cuanto posee.

Imágenes de la Anunciación

## La Visitación

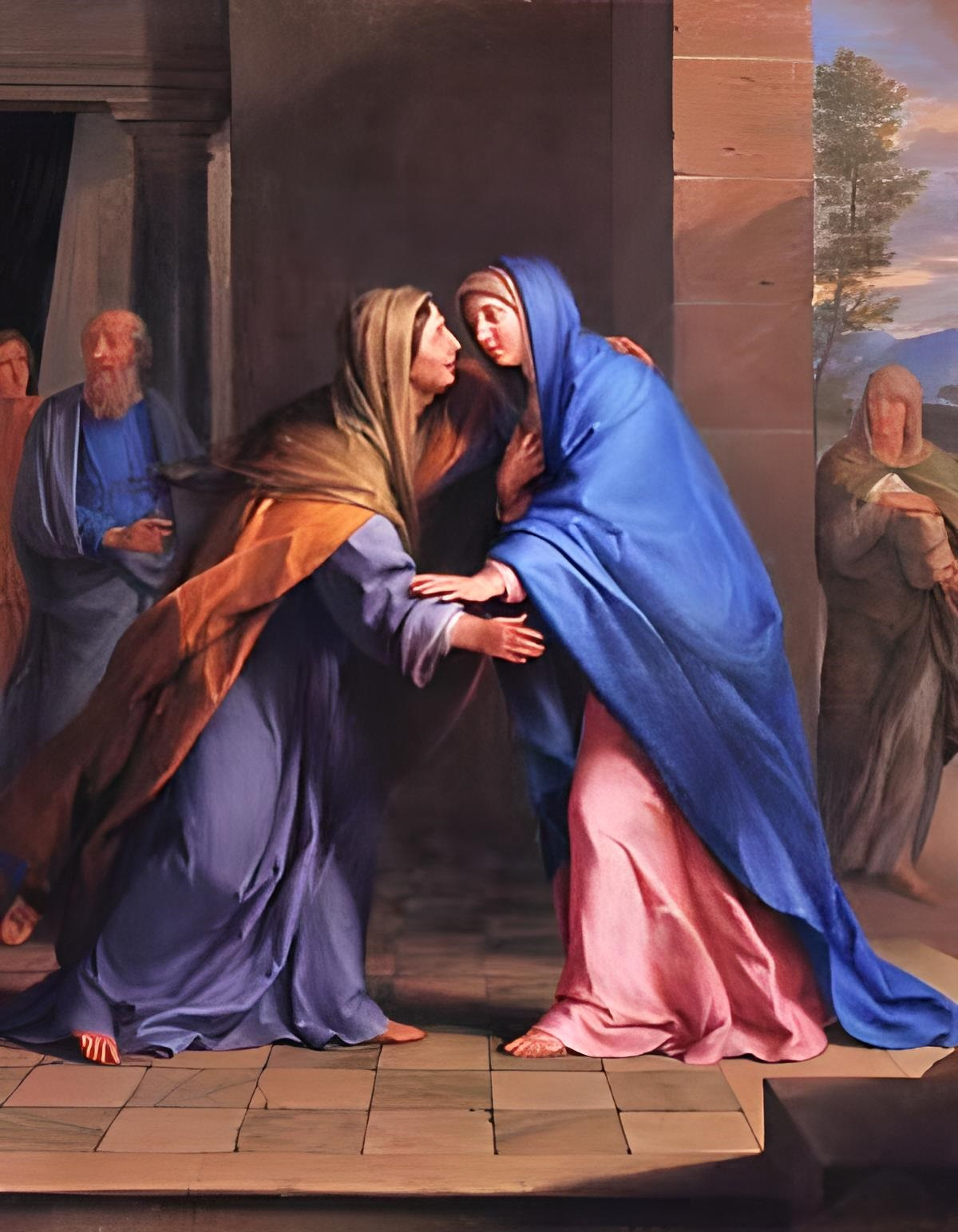
Visitación, de Philippe de Champaigne.

La visita de la Virgen María a su prima Santa Isabel (Visitatio).

### En los Evangelios

#### Según Lucas
"En aquellos días, se puso en camino María y se dirigió con prontitud a la región montañosa, a una población de Judá. Entró en casa de Zacarías y saludó a Isabel. En cuanto oyó Isabel el saludo de María, saltó de gozo el niño en su seno; Isabel quedó llena de Espíritu Santo y exclamó a gritos: «Bendita tú entre las mujeres y bendito el fruto de tu seno; ¿Cómo así viene a visitarme la madre de mi Señor? Porque apenas llegó a mis oídos la voz de tu saludo, saltó de gozo el niño en mi seno. ¡Feliz la que ha creído que se cumplirían las cosas que le fueron dichas de parte del Señor!"

### En el Catecismo de la Iglesia Católica
"La "visita" de María a Isabel se convirtió así en visita de Dios a su pueblo" (CIC, 717)

### Según los métodos montfortianos

#### Tercer método
"Te ofrecemos, Señor Jesús, esta segunda decena en honor de la Visitación de tu Santísima Madre a su prima Santa Isabel y de la santificación de San Juan Bautista. Y te pedimos, por este misterio y por intercesión de tu Santísima Madre, una perfecta caridad para con el prójimo."
Dios te salve, María, llena eres de gracia, el señor es contigo, bendita tú eres entre todas las mujeres y bendito es el fruto de tu vientre, Jesús santificador. Santa María, madre de Dios, ruega por nosotros pecadores ahora y en la hora de nuestra muerte.
"Gracias del misterio de la Visitación, desciende a nuestras almas."

#### Cuarto método

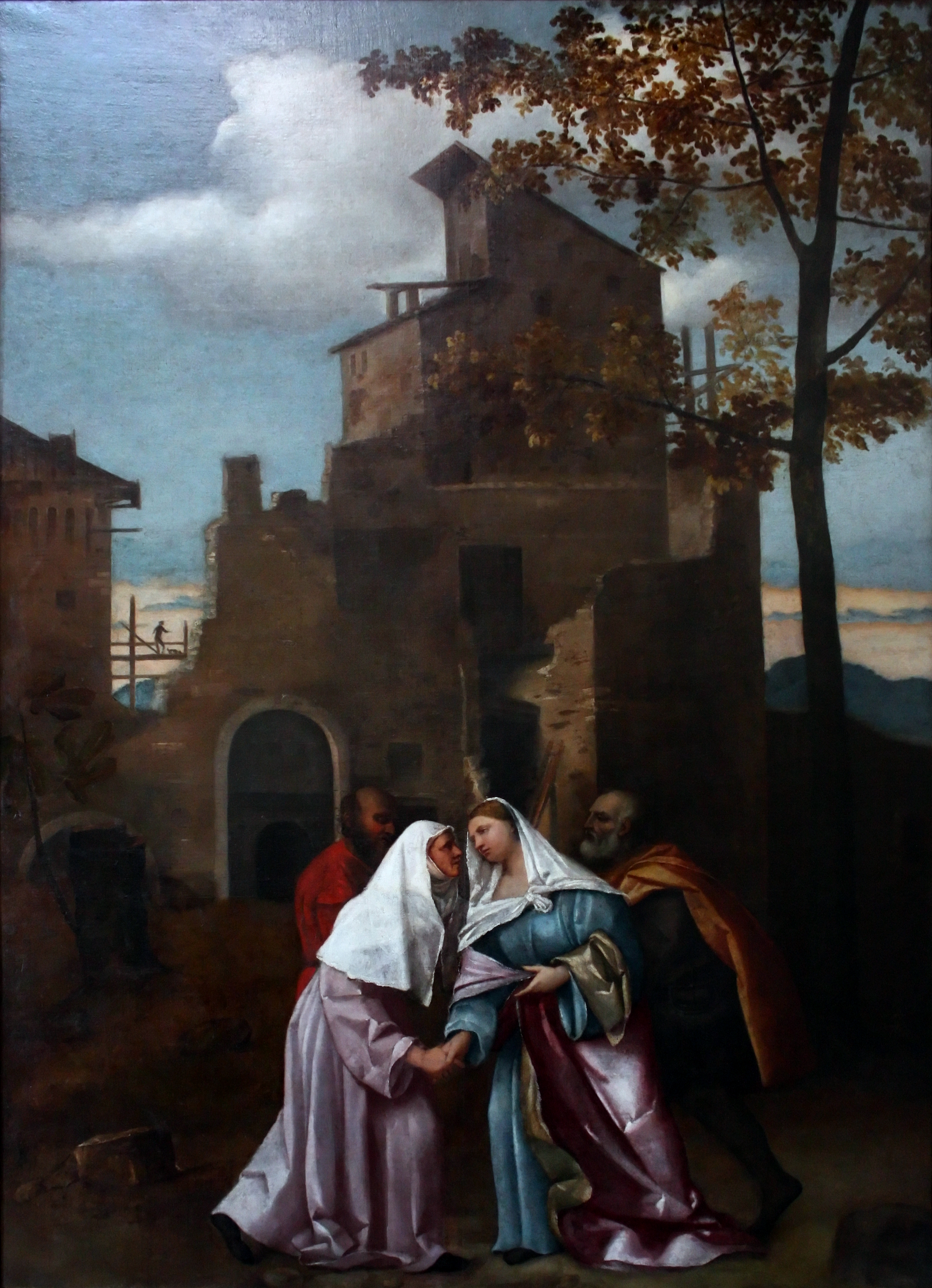
Visitación veneciana del.

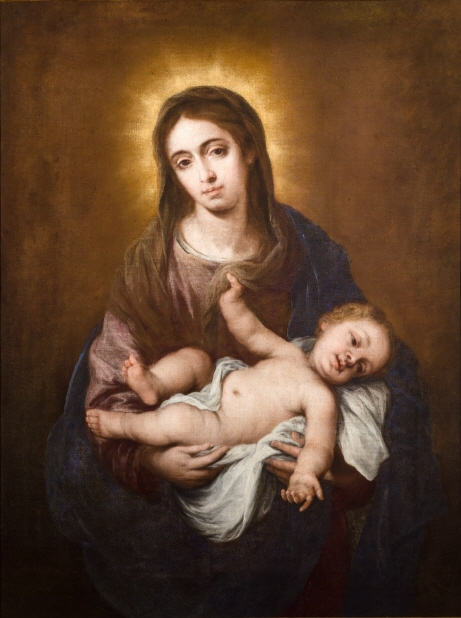
Virgen con niño, del taller de Murillo.

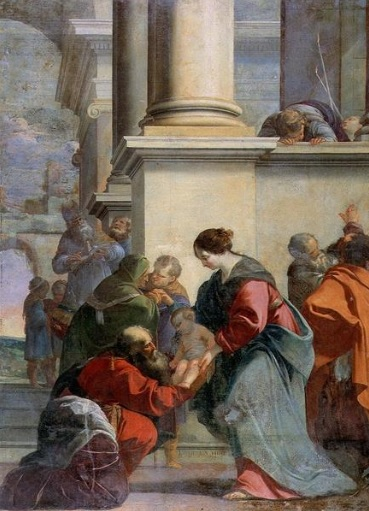
Présentation de Jésus au Temple de Laurent de la Hyre.

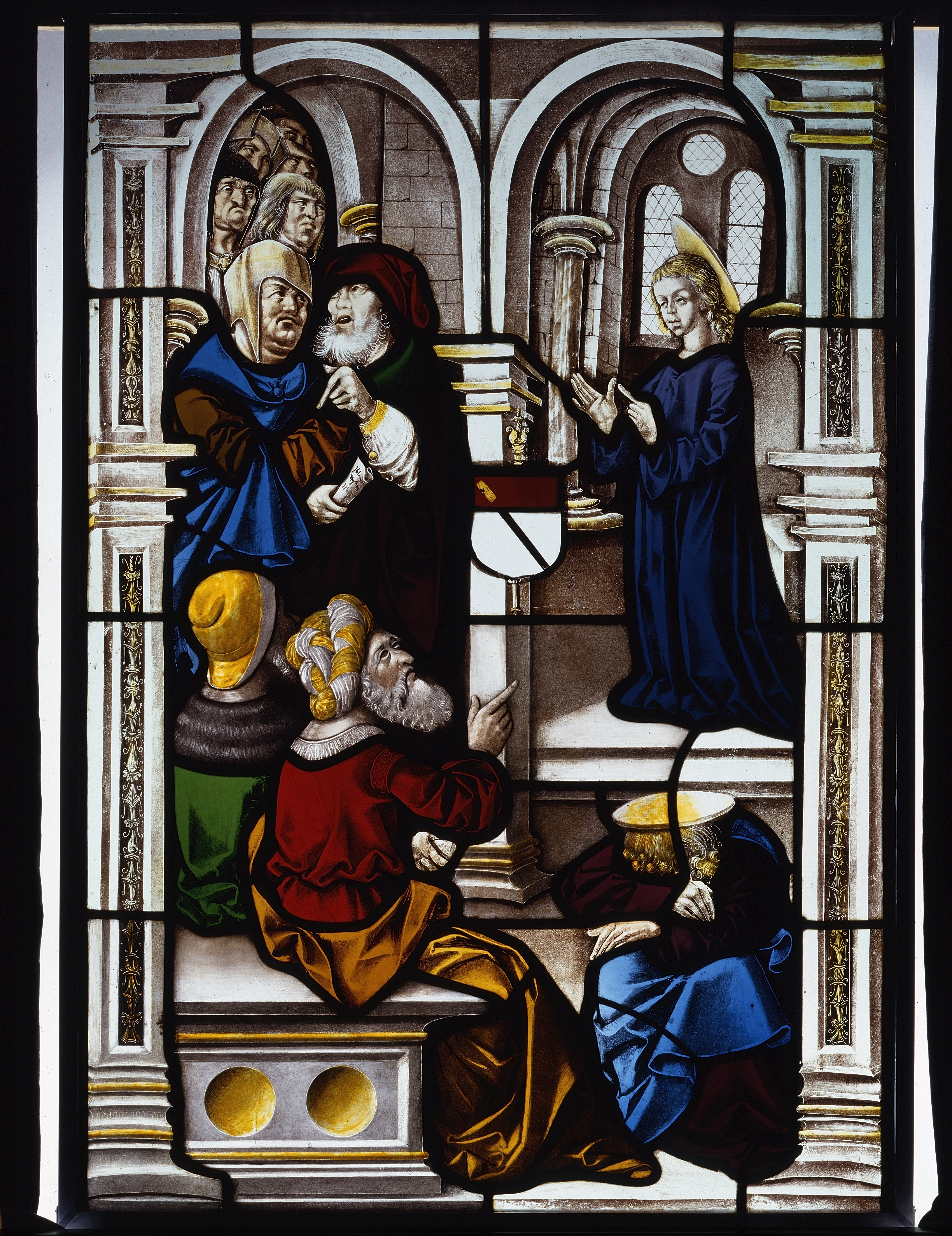
Jesús entre los doctores por Pietro Vaser.

- Padrenuestro: Para honrar la superadorable majestad de Dios.
- 1a. Avemaría: Para honrar la alegría del Corazón de María y la permanencia de nueve meses del Verbo encarnado en su seno virginal.
- 2a. Avemaría: Para honrar el sacrificio que hizo Jesucristo de sí mismo al Padre eterno, al entrar en el mundo.
- 3a. Avemaría: Para honrar la complacencia de Jesucristo en el seno humilde y virginal de María y la de María al complacerse en Dios.
- 4a. Avemaría: Para honrar las angustias de San José.
- 5a. Avemaría: Para honrar la selección de los elegidos hecha por Jesús y María.
- 6a. Avemaría: Para honrar el fervor de María, al visitar a su prima Santa Isabel.
- 7a. Avemaría: Para honrar el saludo de María y la santificación de San Juan Bautista y de su Madre Santa Isabel.
- 8a. Avemaría: Para honrar la gratitud de la Santísima Virgen respecto de Dios a quien canta en el Magníficat.
- 9a. Avemaría: Para honrar su caridad y humildad al servir a su prima.
- 10a. Avemaría: Para honrar la recíproca dependencia de Jesús y de María y la que debemos vivir nosotros respecto al Uno y a la Otra.

#### Quinto método

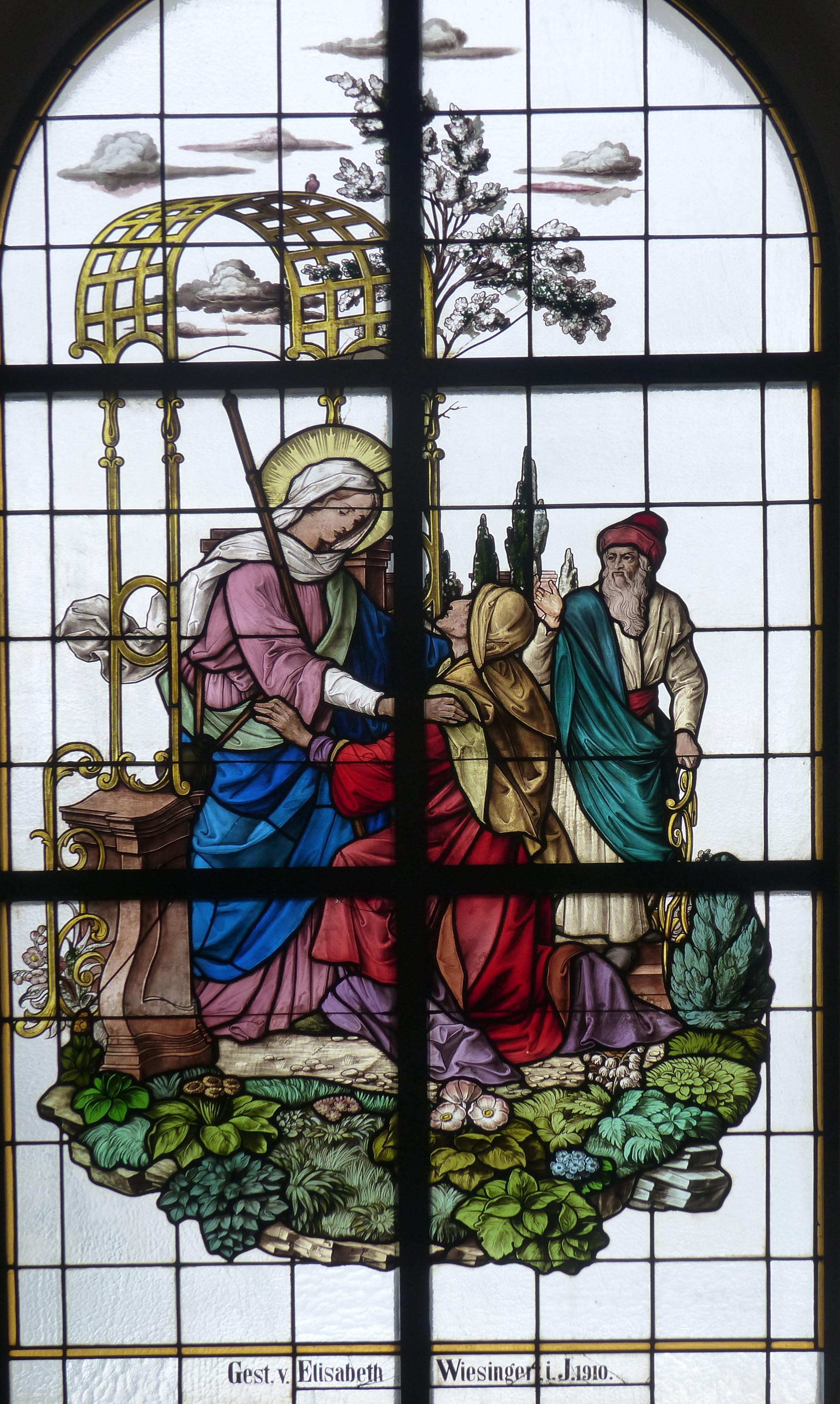
Vitral de la Visitación en Austria

- Padrenuestro: Es un don venido del cielo: “Todo regalo es óptimo”; es un obsequio grande que Dios hace a sus mayores servidores: “todo regalo es perfecto”.
- 1a. Avemaría: Dios es el autor de las plegarías que lo componen y de los misterios que contiene.
- 2a. Avemaría: La Santísima Virgen ha instituido la forma de rezar el Santo Rosario.
- 3a. Avemaría: Santo Domingo predicaba y a pesar de ser santo, no lograba convertir casi a ningún pecador.
- 4a. Avemaría: Muchos santos Obispos lo acompañaban en sus misiones, pero sus esfuerzos quedaban infructuosos.
- 5a. Avemaría: Después de muchas plegarias y penitencias obtuvo en el bosque de Tolosa el don del Rosario.
- 6a. Avemaría: Entra en Tolosa, predica el Rosario y consigue grandes portentos y bendiciones.
- 7a. Avemaría: Continuó toda su vida predicando el Rosario con frutos inesperados.
- 8a. Avemaría: Los efectos maravillosos que producía el Santo Rosario en los lugares donde era predicado.
- 9a. Avemaría: La decadencia del Santo Rosario.
- 10a. Avemaría: Su restauración gracias al Beato Alano de la Rupe.

## El Nacimiento de Jesús

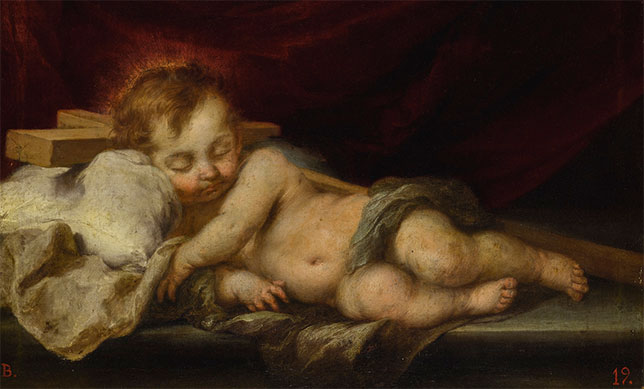
Niño Jesús dormido sobre la cruz, de Murillo.

El Nacimiento de Jesús en Belén (Nativitas)

### En los Evangelios

#### Según Mateo
"Jesús nació en Belén de Judea, en tiempo del rey Herodes. Unos magos que venían del Oriente se presentaron en Jerusalén, diciendo: « ¿Dónde está el rey de los judíos que ha nacido? Es que vimos su estrella en el Oriente y hemos venido a adorarlo.» El rey Herodes, al oírlo, se sobresaltó, y con él toda Jerusalén. Así que convocó a todos los sumos sacerdotes y escribas del pueblo, y les preguntó dónde había de nacer el Cristo. Ellos le respondieron: «En Belén de Judea, porque así lo dejó escrito el profeta:
Y tú, Belén, tierra de Judá, no eres, no, la menor entre los principales clanes de Judá; porque de ti saldrá un caudillo que apacentará a mi pueblo Israel.»
Entonces Herodes llamó aparte a los magos y, gracias a sus datos, pudo precisar el tiempo de la aparición de la estrella. Después los envió a Belén con este encargo: «Id e indagad cuidadosamente sobre ese niño; y cuando lo encontréis, comunicádmelo, para ir también yo a adorarlo.» Ellos, después de oír al rey, se pusieron en camino. La estrella que habían visto en el Oriente iba delante de ellos, hasta que llegó y se detuvo encima del lugar donde estaba el niño. Al ver la estrella, se llenaron de inmensa alegría. Al entrar en la casa, vieron al niño con María, su madre. Entonces se postraron y lo adoraron; abrieron luego sus cofres y le ofrecieron dones de oro, incienso y mirra. Pero, avisados en sueños que no volvieran a Herodes, regresaron a su país por otro camino."

#### Según Lucas
"Por aquel entonces se publicó un edicto de César Augusto, por el que se ordenaba que se empadronase todo el mundo. Este primer empadronamiento tuvo lugar siendo Cirino gobernador de Siria. Todos fueron a empadronarse, cada cual a su ciudad. También José subió desde Galilea, de la ciudad de Nazaret, a Judea, a la ciudad de David, llamada Belén, por ser él de la casa y familia de David, para empadronarse con María, su esposa, que estaba encinta. Mientras estaban allí, se le cumplieron los días del alumbramiento y dio a luz a su hijo primogénito. Lo envolvió en pañales y lo acostó en un pesebre, porque no tenían sitio en el albergue.
Había en la misma comarca unos pastores, que dormían al raso y vigilaban por turno durante la noche su rebaño. Se les presentó el ángel del Señor; la gloria del Señor los envolvió en su luz y se llenaron de temor. El ángel les dijo: «No temáis, pues os anuncio una gran alegría, que lo será para todo el pueblo: os ha nacido hoy, en la ciudad de David, un salvador, que es el Cristo Señor. Esto os servirá de señal: encontraréis un niño envuelto en pañales y acostado en un pesebre.» De pronto se juntó con el ángel una multitud del ejército celestial que alababa a Dios diciendo:
«Gloria a Dios en las alturas y en la tierra paz a los hombres en quienes él se complace.»
Cuando los ángeles los dejaron y se fueron al cielo, los pastores se decían unos a otros: «Vamos a Belén a ver lo que ha sucedido, eso que el Señor nos ha manifestado.» Fueron a toda prisa y encontraron a María y a José, y al niño acostado en el pesebre. Al verlo, contaron lo que les habían dicho acerca de aquel niño; y todos cuantos lo oían se maravillaban de lo que los pastores les decían. María, por su parte, guardaba todas estas cosas y las meditaba en su interior. Los pastores se volvieron glorificando y alabando a Dios por todo lo que habían oído y visto, tal como se les había anunciado."

#### Según Juan
"Vino a los suyos, mas los suyos no la recibieron. Pero a todos los que la recibieron les dio poder de hacerse hijos de Dios, a los que creen en su nombre; éstos no nacieron de sangre, ni de deseo de carne, ni de deseo de hombre, sino que nacieron de Dios. Y la Palabra se hizo carne y puso su Morada entre nosotros; y hemos contemplado su gloria, gloria que recibe del Padre como Unigénito, lleno de gracia y de verdad."

### En el Catecismo de la Iglesia Católica
"Jesús nació en la humildad de un establo, de una familia pobre (cf. Lc 2, 6-7); aquellos sencillos pastores son los primeros testigos del acontecimiento. En esta pobreza se manifiesta la gloria del cielo" (CIC, 525)

### Según los métodos montfortianos

#### Tercer método
"Te ofrecemos, Señor Jesús, esta tercera decena en honor de tu Nacimiento en el establo de Belén. Y te pedimos, por este misterio y por intercesión de tu Santísima Madre, el desapego de los bienes de la tierra y al amor a la pobreza y a los pobres."
Dios te salve, María, llena eres de gracia, el señor es contigo, bendita tú eres entre todas las mujeres y bendito es el fruto de tu vientre, Jesús niño pobre. Santa María, madre de Dios, ruega por nosotros pecadores ahora y en la hora de nuestra muerte.
"Gracias del misterio del Nacimiento de Jesús, desciende a nuestras almas."

#### Cuarto método
- Padrenuestro: Para honrar las infinitas riquezas de Dios.
- 1a. Avemaría: Para honrar los desprecios y rechazos inferidos a José y María en Belén.
- 2a. Avemaría: Para honrar la pobreza del establo en que vino Dios al mundo.
- 3a. Avemaría: Para honrar la sublime contemplación y el inmenso amor de María, al dar a luz a su Hijo.
- 4a. Avemaría: Para honrar el nacimiento virginal del Verbo eterno.
- 5a. Avemaría: Para honrar la adoración y cánticos de los ángeles en el Nacimiento de Jesucristo.
- 6a. Avemaría: Para honrar la encantadora belleza de su divina infancia.
- 7a. Avemaría: Para honrar la venida de los pastores al establo con sus humildes ofrendas.
- 8a. Avemaría: Para honrar la circuncisión de Jesús y sus amorosos sufrimientos.
- 9a. Avemaría: Para honrar la imposición del nombre de Jesús y sus grandezas.
- 10a. Avemaría: Para honrar la adoración de los Magos y sus dones.

#### Quinto método

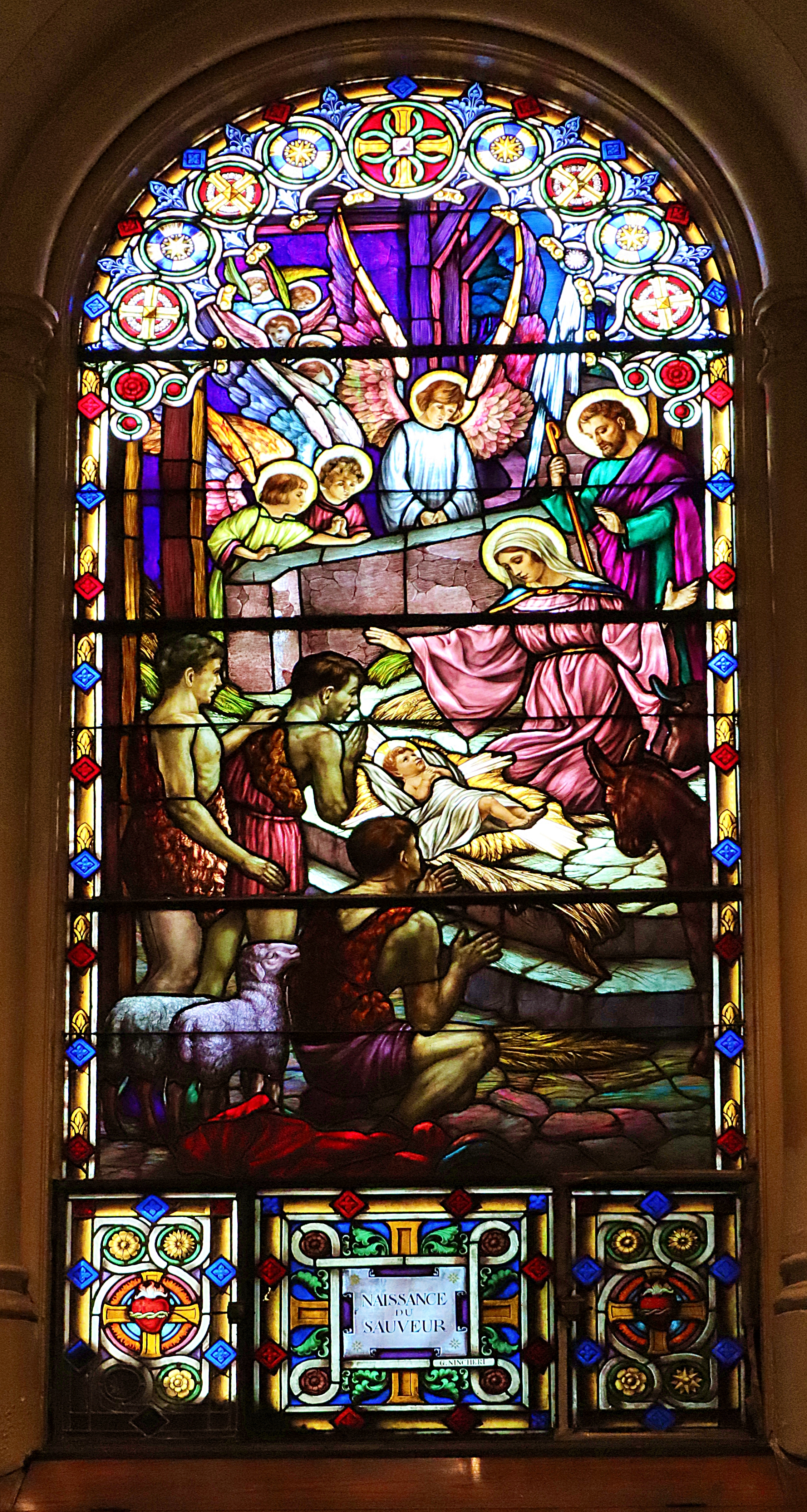
Vitral de la Natividad en la Iglesia de Santa María Magdalena en Quebec.

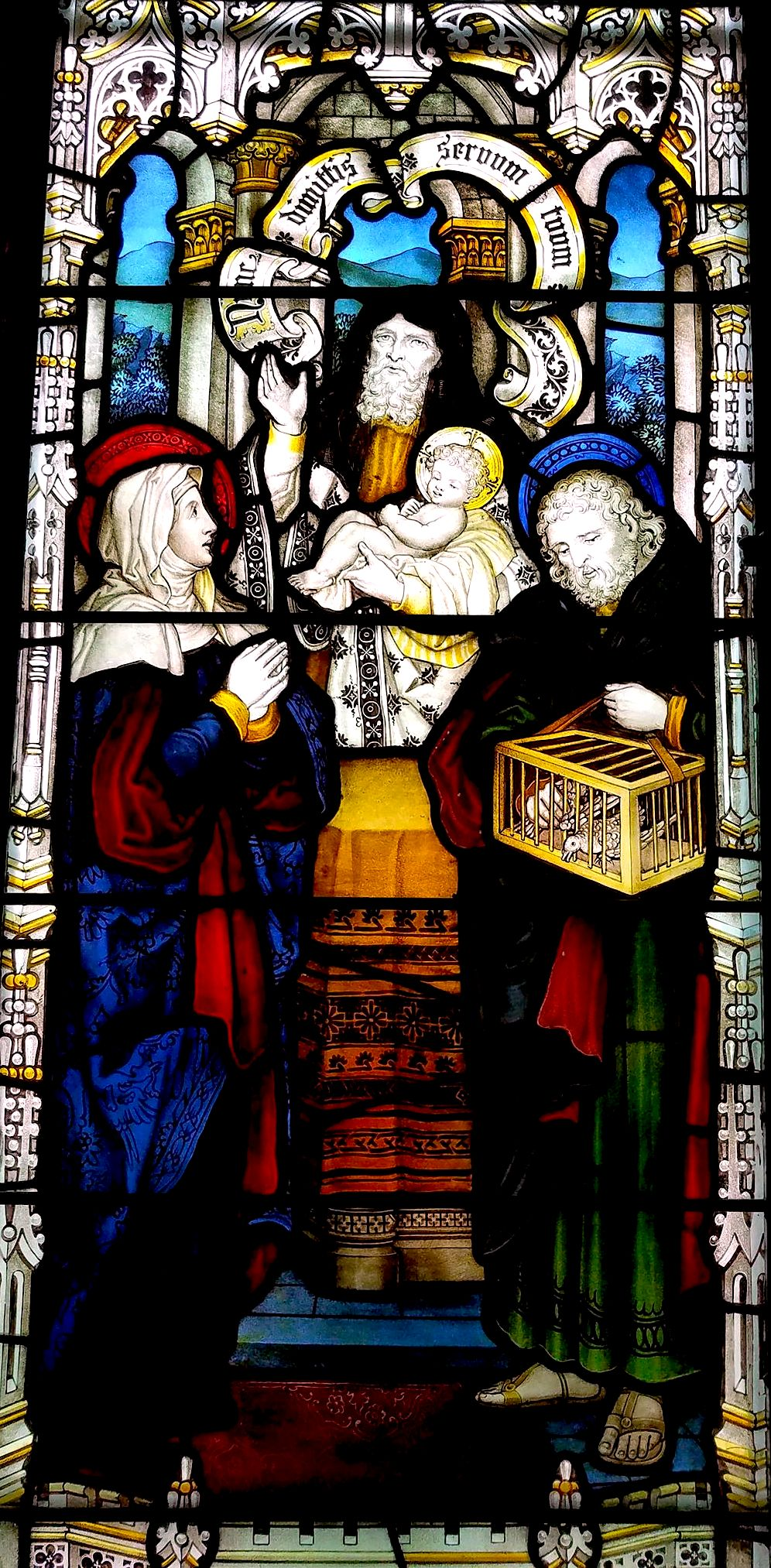
Vitral de la profecía de Simeón.

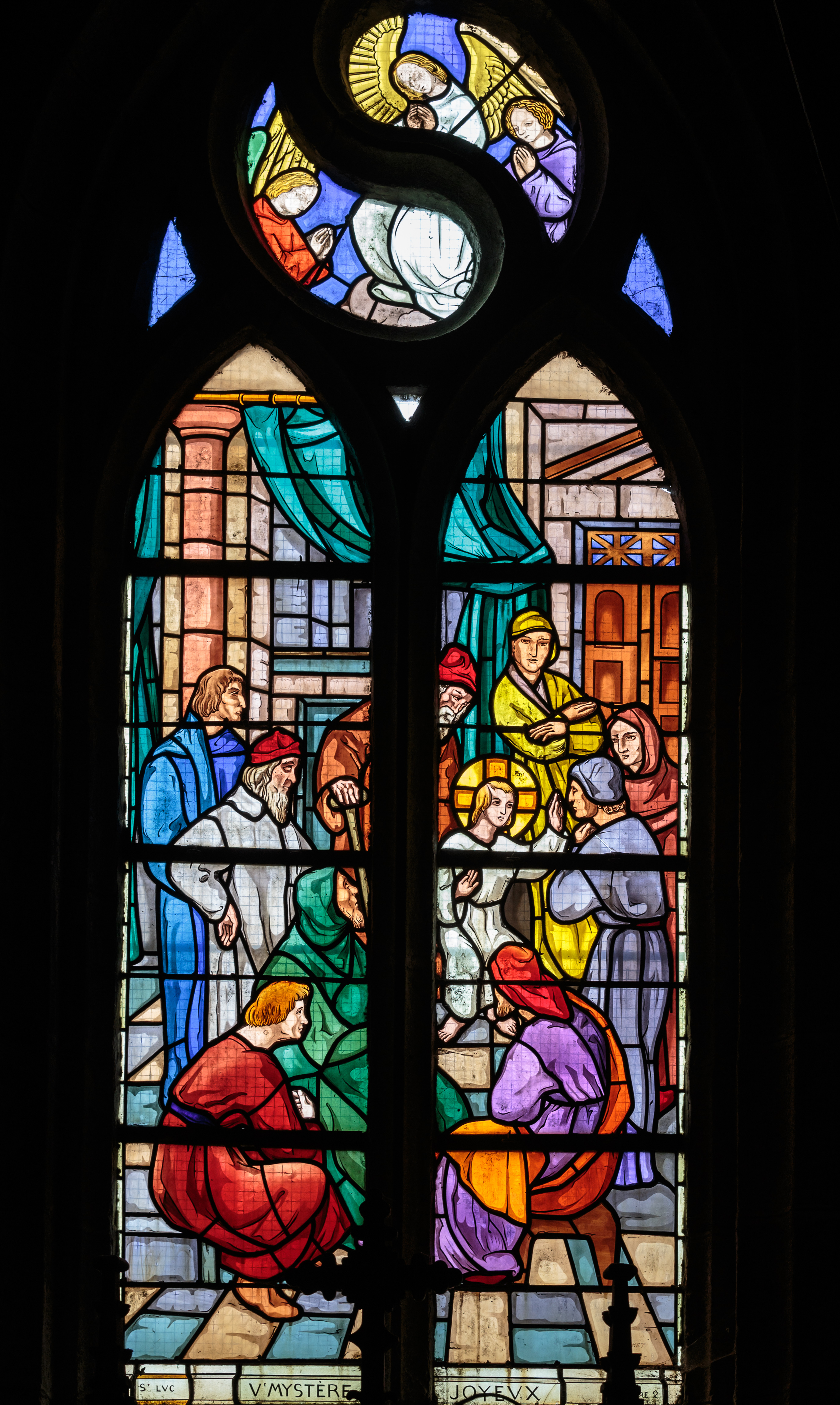
Vitral de Jesús entre los doctores en Bretaña.

- Padrenuestro: El Rosario es la triple corona que colocamos en la cabeza de Jesús y de María y con la que es coronado quien lo recita todos los días.
- 1a. Avemaría: Hay tres clases de coronas de la Santísima Virgen.
- 2a. Avemaría: El Rosario Cotidiano es la corona mayor.
- 3a. Avemaría: Los réprobos se coronan de rosas ya marchitas.
- 4a. Avemaría : Los predestinados ofrecen a Jesús y María coronas de rosas eternas.
- 5a. Avemaría: Los judíos impusieron a Jesucristo una corona de espinas punzantes.
- 6a. Avemaría: Los verdaderos cristianos le coronan de rosas perfumadas.
- 7a. Avemaría: Con la primera parte del Rosario se coloca en la cabeza de María la primera corona que es la de Esposa o corona de excelencia.
- 8a. Avemaría: Con la segunda parte, la segunda corona que es la de Conquistadora o corona de poder.
- 9a. Avemaría: Con la tercera parte, la tercera corona que es la de Soberana o corona de bondad.
- 10a. Avemaría: Hay también tres coronas para quien reza el Rosario todos los días: corona de gracia, corona de paz, corona de gloria, en esta vida, en la muerte y en la eternidad.

## La Presentación

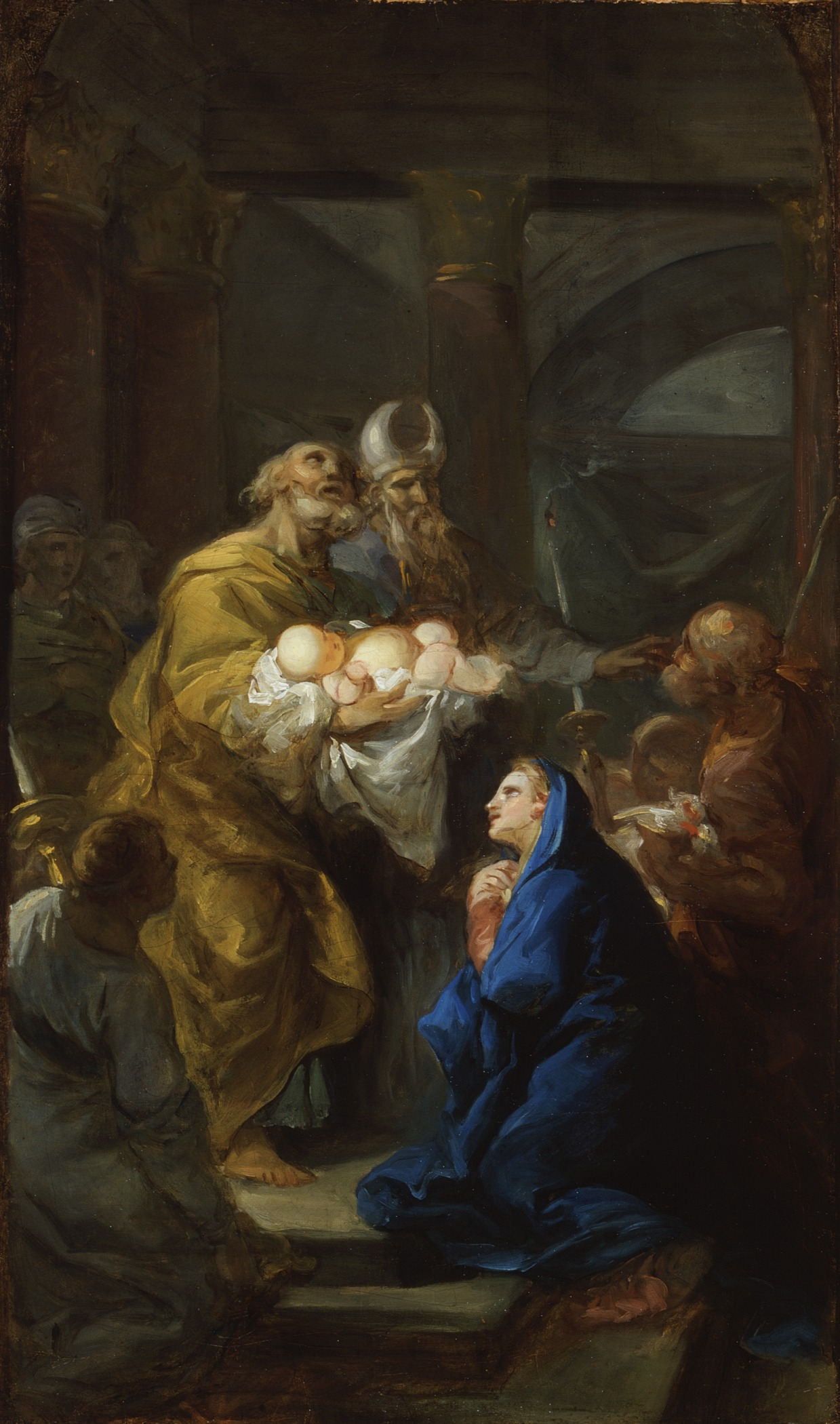
Presentación de Cristo, anónimo español.

La Presentación de Jesús en el Templo de Jerusalén (Praesentatio)

### En los Evangelios

#### Según Lucas
"Cuando se cumplieron los días en que debían purificarse, según la Ley de Moisés, llevaron a Jesús a Jerusalén para presentarle al Señor, como está escrito en la Ley del Señor: Todo varón primogénito será consagrado al Señor, y para ofrecer en sacrificio un par de tórtolas o dos pichones, conforme a lo que se dice en la Ley del Señor. Vivía por entonces en Jerusalén un hombre llamado Simeón. Era una persona justa y piadosa, que esperaba que Dios consolase a Israel; y estaba en él el Espíritu Santo. El Espíritu Santo le había revelado que no vería la muerte antes de haber visto al Cristo del Señor. Movido por el Espíritu, vino al Templo. Cuando los padres introdujeron al niño Jesús, para cumplir lo que la Ley prescribía sobre él, lo tomó en brazos y alabó a Dios diciendo:
«Ahora, Señor, puedes, según tu palabra, dejar que tu siervo se vaya en paz, porque han visto mis ojos tu salvación, la que has preparado a la vista de todos los pueblos, luz para iluminar a las gentes y gloria de tu pueblo Israel.»
Su padre y su madre estaban admirados de lo que se decía de él. Simeón los bendijo y dijo a María, su madre: «Éste está destinado para caída y elevación de muchos en Israel, y como signo de contradicción— ¡a ti misma una espada te atravesará el alma!—, a fin de que queden al descubierto las intenciones de muchos corazones. Había también una profetisa, Ana, hija de Fanuel, de la tribu de Aser, de edad avanzada. Casada en su juventud, había vivido siete años con su marido, y luego quedó viuda hasta los ochenta y cuatro años. No se apartaba del Templo, sirviendo a Dios noche y día con ayunos y oraciones. Presentándose en aquel mismo momento, comenzó a alabar a Dios y a hablar del niño a todos los que esperaban la redención de Jerusalén."

### En el Catecismo de la Iglesia Católica
"La circuncisión de Jesús, al octavo día de su nacimiento, es señal de su inserción en la descendencia de Abraham, en el pueblo de la Alianza, de su sometimiento a la Ley" (CIC, 527)

### Según los métodos montfortianos

#### Tercer método
"Te ofrecemos, Señor Jesús, esta cuarta decena en honor de tu Presentación en el templo y Purificación de María. Y te pedimos, por este misterio y por intercesión de tu Santísima Madre, gran pureza de cuerpo y alma."
Dios te salve, María, llena eres de gracia, el señor es contigo, bendita tú eres entre todas las mujeres y bendito es el fruto de tu vientre, Jesús sacrificado. Santa María, madre de Dios, ruega por nosotros pecadores ahora y en la hora de nuestra muerte.
"Gracias del misterio de la Presentación de Jesús, desciende a nuestras almas."

#### Cuarto método
- Padrenuestro: Para honrar la eterna Sabiduría de Dios.
- 1a. Avemaría: Para honrar la obediencia de Jesús y María a la ley.
- 2a. Avemaría: Para honrar el sacrificio de Jesús al ofrecer su Humanidad en este misterio.
- 3a. Avemaría: Para honrar el sacrificio que María hizo en él de su honor.
- 4a. Avemaría: Para honrar la alegría y cánticos de Simeón y de Ana, la profetisa.
- 5a. Avemaría: Para honrar el rescate de Jesús mediante la ofrenda de dos tórtolas.
- 6a. Avemaría: Para honrar el asesinato de los inocentes por la crueldad del rey Herodes.
- 7a. Avemaría: Para honrar la huida de Jesús a Egipto, gracias a la obediencia de San José a la voz del ángel.
- 8a. Avemaría: Para honrar su permanencia misteriosa en Egipto.
- 9a. Avemaría: Para honrar el regreso de Jesús a Nazaret.
- 10a. Avemaría: Para honrar su crecimiento en edad y sabiduría.

#### Quinto método
- Padrenuestro: El Rosario es un compendio misterioso de las más hermosas oraciones de la Iglesia.
- 1a. Avemaría: El Credo es la síntesis del Evangelio.
- 2a. Avemaría: Es la oración de los creyentes.
- 3a. Avemaría: Es el escudo de los soldados de Jesucristo.
- 4a. Avemaría: El Padrenuestro tiene por único autor a Jesucristo.
- 5a. Avemaría: Es la oración que El dirigía a su Padre para obtener del mismo cuanto deseaba.
- 6a. Avemaría: Es una oración que contiene tantos misterios como palabras.
- 7a. Avemaría: Es una oración que contiene todos nuestros deberes para con Dios.
- 8a. Avemaría: Es la oración que contiene cuanto debemos pedir a Dios.
- 9a. Avemaría: Es la oración desconocida y muy mal recitada por la mayoría de los cristianos.
- 10a. Avemaría: Paráfrasis del Padrenuestro.

## La Pérdida y Hallazgo del Niño Jesús en el Templo

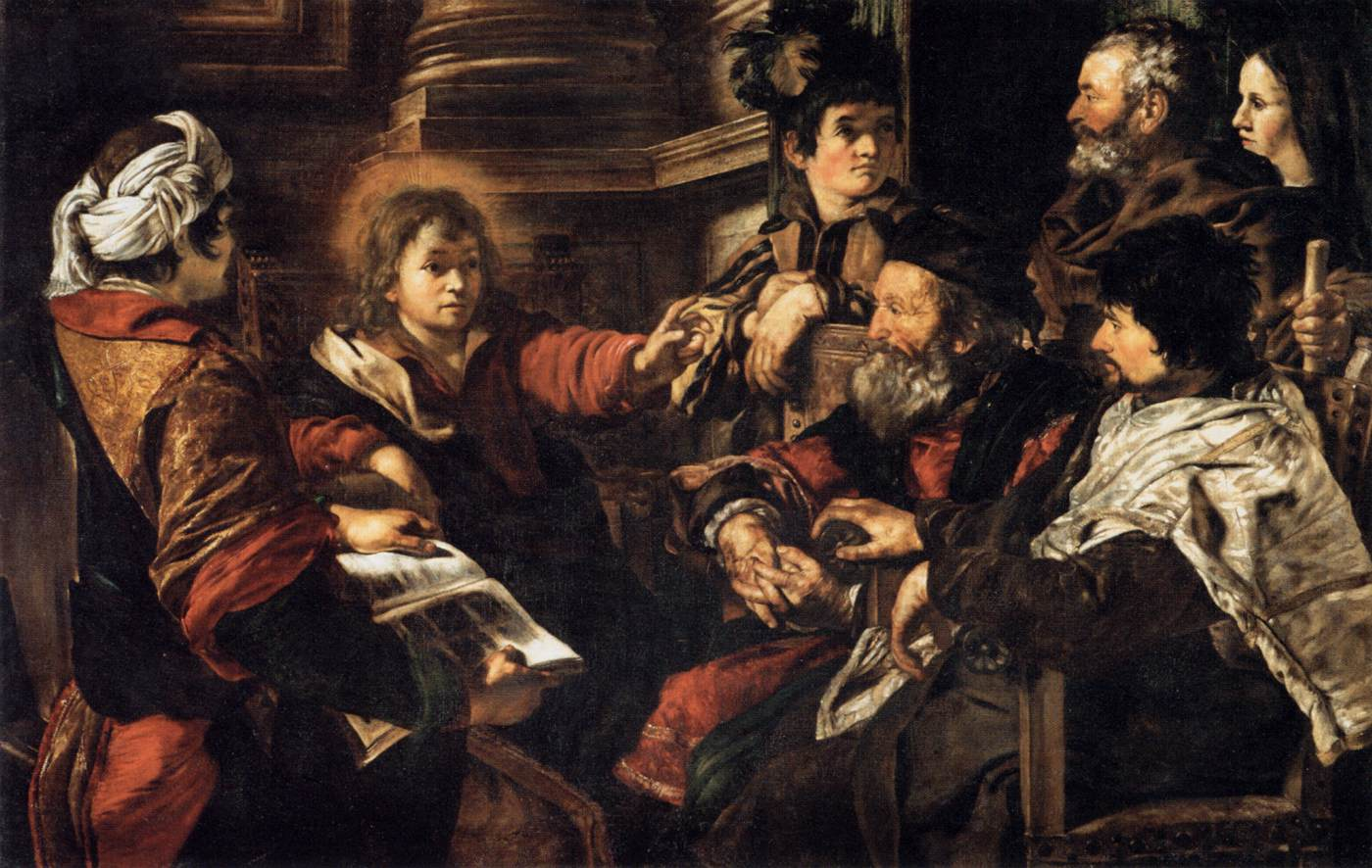
Cristo entre los doctores, de Giovanni Serodine.

Jesús encontrado por sus padres cuando era niño hablando con los Doctores de la Ley (Inventio in Templo).

### En los Evangelios

#### Según Lucas
"Sus padres iban todos los años a Jerusalén a la fiesta de la Pascua. Cuando cumplió los doce años, subieron como de costumbre a la fiesta. Pasados aquellos días, ellos regresaron, pero el niño Jesús se quedó en Jerusalén, sin que sus padres lo advirtieran. Creyendo que estaría en la caravana, y tras hacer un día de camino, lo buscaron entre los parientes y conocidos. Pero, al no encontrarlo, se volvieron a Jerusalén en su busca. Al cabo de tres días, lo encontraron en el Templo sentado en medio de los maestros, escuchándoles y haciéndoles preguntas. Todos cuantos le oían estaban estupefactos, por su inteligencia y sus respuestas. Cuando lo vieron, quedaron sorprendidos; su madre le dijo: «Hijo, ¿por qué nos has hecho esto? Tu padre y yo te hemos andado buscando, llenos de angustia.» Él les dijo: «Y ¿por qué me buscabais? ¿No sabíais que yo debía estar en la casa de mi Padre?» Pero ellos no comprendieron la respuesta que les dio. Jesús volvió con ellos a Nazaret y vivió sujeto a ellos. Su madre conservaba cuidadosamente todas las cosas en su corazón. Jesús crecía en sabiduría, en estatura y en gracia ante Dios y ante los hombres."

### En el Catecismo de la Iglesia Católica
"El hallazgo de Jesús en el Templo es el único suceso que rompe el silencio de los Evangelios sobre los años ocultos de Jesús. Jesús deja entrever en ello el misterio de su consagración total a una misión derivada de su filiación divina: '¿No sabíais que me debo ocupar de los asuntos de mi Padre?'" (CIC, 534)

### Según los métodos montfortianos

#### Tercer método
"Te ofrecemos, Señor Jesús, esta quinta decena en honor de haberte encontrado María en medio de los doctores. Y te pedimos, por este misterio y por intercesión de tu Santísima Madre, la verdadera sabiduría."
Dios te salve, María, llena eres de gracia, el señor es contigo, bendita tú eres entre todas las mujeres y bendito es el fruto de tu vientre, Jesús santo de los santos. Santa María, madre de Dios, ruega por nosotros pecadores ahora y en la hora de nuestra muerte.
"Gracias del misterio del Hallazgo de Jesús en el Templo, desciende a nuestras almas."

#### Cuarto método
- Padrenuestro: Para honrar la santidad incomprensible de Dios.
- 1a. Avemaría: Para honrar la vida escondida, laboriosa y obediente de Jesús en Nazaret.
- 2a. Avemaría: Para honrar su predicación y hallazgo en el templo en medio de los doctores.
- 3a. Avemaría: Para honrar su Bautismo por San Juan Bautista.
- 4a. Avemaría: Para honrar su ayuno y tentación en el desierto.
- 5a. Avemaría: Para honrar su admirable predicación.
- 6a. Avemaría: Para honrar la elección de los Doce Apóstoles y los poderes que les dio.
- 7a. Avemaría: Para honrar sus asombrosos milagrosos.
- 8a. Avemaría: Para honrar su maravillosa Transfiguración.
- 9a. Avemaría: Para honrar el lavatorio de los pies a sus Apóstoles.
- 10a. Avemaría: Para honrar la institución de la Sagrada Eucaristía.

#### Quinto método
- Padrenuestro: El Rosario contiene la salutación angélica, la oración más agradable que podemos dirigir a la Santísima Virgen.
- 1a. Avemaría: El Avemaría es un divino cumplido que conquista el corazón de María.
- 2a. Avemaría: Es el cántico del Nuevo Testamento que entonan los fieles al salir de la esclavitud del demonio.
- 3a. Avemaría: Es el cántico de los ángeles y de los santos del cielo.
- 4a. Avemaría: Es la oración de los predestinados y de los católicos.
- 5a. Avemaría: Es una rosa misteriosa que alegra a la Santísima Virgen y al alma del creyente.
- 6a. Avemaría: Es una piedra preciosa que embellece y santifica al alma.
- 7a. Avemaría: Es una valiosa moneda con la que se compra el cielo.
- 8a. Avemaría: Es la oración que distingue a los predestinados de los réprobos.
- 9a. Avemaría: Es el terror del demonio, el golpe que lo fulmina, el clavo de Sísara que le atraviesa el cráneo.
- 10a. Avemaría: Paráfrasis del Padrenuestro.